# Tapetosa
Tapetosa darwini es una especie de araña araneomorfa de la familia Lycosidae. Es el único miembro del género monotípico Tapetosa. Es originaria de Australia Occidental.